# Bisporella sulfurina
Bisporella sulfurina är en svampart som först beskrevs av Lucien Quélet, och fick sitt nu gällande namn av S.E. Carp. 1974. Enligt Catalogue of Life ingår Bisporella sulfurina i släktet gulskålar, ordningen disksvampar, klassen Leotiomycetes, divisionen sporsäcksvampar och riket svampar, men enligt Dyntaxa är tillhörigheten istället släktet gulskålar, familjen Helotiaceae, ordningen disksvampar, klassen Leotiomycetes, divisionen sporsäcksvampar och riket svampar. Arten är reproducerande i Sverige. Inga underarter finns listade i Catalogue of Life.